# Покров (Костромская область)
Покро́в — село в Вохомском муниципальном районе Костромской области России. Входит в состав Лапшинского сельского поселения.

## География
Село находится в северо-восточной части Костромской области, в подзоне южной тайги, на правом берегу реки Большой Паговец, на расстоянии приблизительно 14 км (по прямой) к северо-западу от посёлка Вохма, административного центра района. Абсолютная высота — 194 метра над уровнем моря.

### Климат
Климат характеризуется как умеренно континентальный, с продолжительной холодной зимой и коротким умеренно тёплым летом. Средняя температура воздуха самого холодного месяца (января) — −13,7 °C (абсолютный минимум — −41,5 °C); самого тёплого месяца (июля) — 17,4 °C (абсолютный максимум — 32 °С). Годовое количество атмосферных осадков — 550—650 мм, из которых большая часть выпадает в тёплый период. Снежный покров устанавливается в середине ноября и держится до середины апреля. Господствующими ветрами являются южный и юго-западный.

### Часовой пояс
Село Покров, как и вся Костромская область, находится в часовой зоне МСК (московское время). Смещение применяемого времени относительно UTC составляет +3:00.

## История
Согласно краеведческим данным, село получило название по церкви Покрова Пресвятой Богородицы, строительство которой на средства прихода было завершено в 1903 году (по другим данным — в 1906). Первым священником был Порфирий Васильевич Соколов. В 1930-х годах церковь была закрыта, а её здание впоследствии использовалось как школа (с 1935 года) и детский дом (с 1937/1941 по 1978 год). По состоянию на 2020-е годы, здание церкви заброшено и находится в руинированном состоянии.
В селе существовала земская начальная школа (Алексеевское училище), упоминаемая в 1908 году. После революции 1917 года она была преобразована в школу первой ступени имени Ленина.
Значительное развитие село получило в 1970-х — 1980-х годах в период руководства местным колхозом «Большевик» Николаем Павловичем Аверкиевым. В это время были построены новая животноводческая ферма, гаражи, ремонтная мастерская, восьмилетняя школа (открыта в 1977 году), детский сад (1978), жилые дома (включая многоквартирные для переселенцев из соседних деревень), торговый центр со столовой и гостиницей, Дом культуры (1985), установлен памятник односельчанам, павшим на фронтах Великой Отечественной войны. В 1986 году была построена грунтовая дорога до районного центра Вохма, а центр села был заасфальтирован.

## Население
| 2008 | 2010 | 2014 |
| ---- | ---- | ---- |
| 144  | ↗147 | ↘144 |

Согласно результатам переписи 2002 года, в национальной структуре населения русские составляли 99%.

## Инфраструктура
В селе исторически имелись объекты социальной инфраструктуры: школа, детский сад, Дом культуры. Село связано с районным центром Вохма грунтовой дорогой. Действует фельдшерско-акушерский пункт и отделение почтовой связи.